# Mosman Rugby Club
Maillots
Le Mosman Rugby Club est un club de rugby à XV fondé en 1890, basé dans la ville de Mosman et représentant tout le Lower North Shore à Sydney, en Australie.

## Histoire
Le Mosman Rugby club a été fondé en 1890 et a joué son premier match avec un maillot bleu ciel décoré d'une étoile blanche face au Marylebone Club de Redfern, aujourd'hui défunt. Bien que les premiers résultats furent des défaites, les bons résultats vinrent grâce à une équipe très puissante comme l'illustre la présence du deuxième ligne Denis Lutge (en) qui deviendra une star du rugby international et sera la capitaine de la première équipe nationale de Rugby à XIII à effectuer une tournée en Angleterre. Il évoluera également au sein des Wallabies lors de la tournée des Lions Britanniques en 1904.
Le club a été officiellement inauguré en 1894 et M. J Cannon fut élu le premier président. Il débutera en compétition la même année, évoluant en troisième division junior "B" avec dix autres équipes. Cette année-là Mosman fini en septième position avec quatre victoires pour cinq défaites. Depuis sa fondation, le Mosman Rugby Club a évolué à haut niveau amateur mais a toujours réussi à maintenir l'équilibre entre les succès sur le terrain et d'amitié et de camaraderie hors de celui-ci.
En 1989 le club s'est engagé dans son projet le plus ambitieux, la rénovation de ses installations sportives au Rawson Park. Cela a exigé un effort énorme de la part du comité directeur de l'époque, les négociations avec les gouvernements locaux, fédéraux et de l'État des Nouvelles-Galles du Sud avec des opinions politiques différentes ayant été plutôt difficiles. Quatre ans et 500 000 $ plus tard, avec l'aide du Mosman Council and Telecom, les portes du Club house se sont ouvertes le 26 septembre 1992.
Aujourd'hui, Mosman compte sept équipes de différents niveaux, une équipe Colts (moins de 21 ans) ainsi que quinze équipes jeunes. Les équipes évoluent au sein des différents niveaux de la première division de la NSW Suburban Rugby Union. Environ 150 adultes et 250 juniors évoluent au club et sont principalement originaires des banlieues environnantes. Beaucoup d'expatriés installés à Sydney évoluent dans les différentes équipes du club. Un accord d'affiliation existe entre Mosman et le Northern Suburbs RFC afin que les meilleurs jeunes joueurs évoluent à un niveau supérieur. Cependant certains espoirs préfèrent rejoindre le Manly RUFC.

## Palmarès
Le Mosman Rugby Club évolue au sein de la première division de la compétition du New South Wales Suburban Rugby Union, surnommée les Subbies.
- Kentwell Cup (1st Grade): 3 - 1923, 1927, 1954
- Burke Cup (2nd Grade): 4 - 1924, 1953, 1996, 2009
- Whiddon Cup (3rd Grade): 2 - 2003, 2007
- Judd Cup (4th Grade): 1 - 2007
- Sutherland Cup (5th Grade): 1 - 1995
- Halligan Cup (6th Grade): 1 - 2009
- Barbour Cup (Colts): 3 - 2002, 2004, 2007
- Under 85kg: 2 - 2007, 2009

## Grands Noms
- Denis Lutge (en) - 4 sélections avec les Wallabies et 3 sélections avec les Kangaroos
- Colin Scotts (en) - Premier Australien drafté en NFL. A joué pour les Cardinals de Saint-Louis puis pour les Oilers de Houston.